# Gabinete de Nygaardsvold
```
   |-
       |
Erro:
:  
valor não especificado para "
nome_comum
"

   |-
       | 
Erro:
:  
valor não especificado para "
continente
"
```

O Gabinete de Nygaardsvold (mais tarde governo norueguês no exílio, norueguês: Norsk eksilregjering) foi nomeado em 20 de março de 1935,  o segundo gabinete trabalhista na Noruega. Ele pôs fim aos governos minoritários não socialistas que dominavam a política norueguesa desde a introdução do sistema parlamentar em 1884 e os substituiu por governos trabalhistas estáveis que, com exceção da Segunda Guerra Mundial, duraram até a coalizão do gabinete Lyng em 1963. 
Após o breve mandato do gabinete de Hornsrud no inverno de 1928, o Partido Trabalhista mudou sua postura política do comunismo revolucionário para a social-democracia. A principal razão para a mudança foi a percepção de que o poder do governo poderia ser usado para reformas que poderiam diminuir o impacto da crise econômica. Nas eleições de 1933, o partido usou os slogans "Trabalho para todos" e "País e cidade de mãos dadas". A última vez que o partido se apresentou como "revolucionário" foi na eleição de 1930.

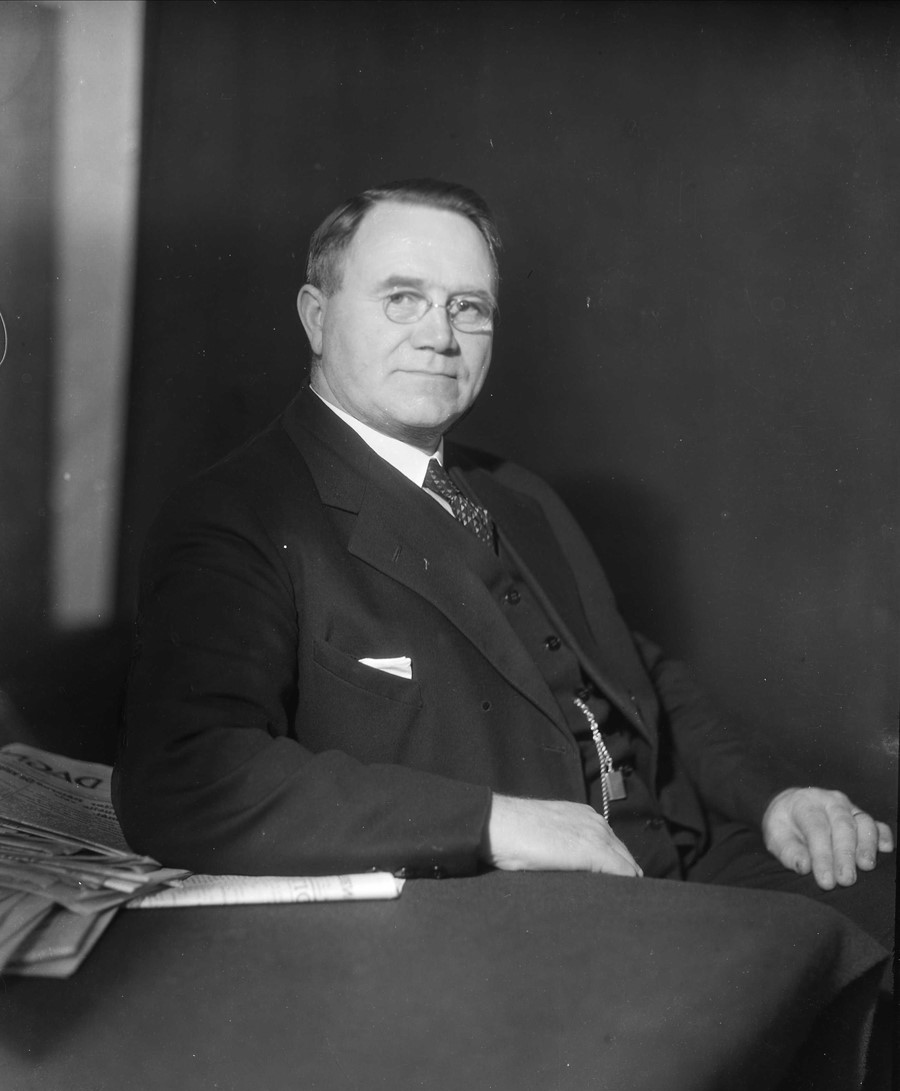
Johan Nygaardsvold

O Partido Trabalhista avançou nas eleições de 1933, mas não obteve a maioria. Em vez disso, eles fizeram um acordo com o Partido dos Agricultores, permitindo que Nygaardsvold entrasse no Conselho de Estado. O partido também não conseguiu obter a maioria nas eleições de 1936, mas permaneceu no cargo graças ao apoio flutuante de vários partidos da oposição.
Na noite anterior a 9 de abril de 1940, o governo norueguês foi, como a maioria das outras autoridades do país, surpreendido pela invasão alemã. A princípio, escolheu a resistência em vez da capitulação. O governo deixou a Noruega em 7 de junho de 1940 após a conquista alemã e se estabeleceu em Londres no mesmo dia, junto com o rei Haakon VII da Noruega e o príncipe herdeiro Olav. 
De volta à Noruega, ao longo da guerra, quatro governos de fato foram liderados por Vidkun Quisling e Josef Terboven. O governo no exílio às vezes é chamado de Gabinete de Londres. Ele voltou para a Noruega em 31 de maio de 1945 a bordo do navio de tropas do Reino Unido RMS Andes.  Em 12 de junho, Nygaardsvold anunciou sua renúncia e, em 25 de junho, o gabinete pan-político de Gerhardsen assumiu.
Abaixo estão os quatro governos De facto em Oslo durante a guerra, simpatizando ou nomeados pelas forças alemãs. O Reichskommissar em Oslo era Josef Terboven.
- Gabinete de Quisling (1940)
- Governo de Christiansen (1940)
- Reichskommissariat Norwegen (1940-1942)
- Segundo governo Quisling (1942–45)

## Gabinete de Nygaardsvold
| Cargo                                                           | Ministro                 | Período                                         | Partido     |
| --------------------------------------------------------------- | ------------------------ | ----------------------------------------------- | ----------- |
| Primeiro-ministro                                               | Johan Nygaardsvold       | 20 de março de 1935 - 25 de junho de 1945       | Trabalhista |
| Ministro da Agricultura                                         | Hans Ystgaard            | 20 de março de 1935 - 25 de junho de 1945       | Trabalhista |
| Ministro de Assuntos da Igreja e Educação                       | Nils Hjelmtveit          | 20 de março de 1935 - 25 de junho de 1945       | Trabalhista |
| Ministro da Defesa                                              | Christian Fredrik Monsen | 20 de março de 1935 - 25 de junho de 1945       | Trabalhista |
| Ministro da Defesa                                              | Adolf Indrebø            | 15 de novembro de 1935 - 20 de dezembro de 1935 | Trabalhista |
| Ministro da Defesa                                              | Oscar Torp               | 20 de dezembro de 1935 - 15 de agosto de 1936   | Trabalhista |
| Ministro da Defesa                                              | Christian Fredrik Monsen | 15 de agosto de 1936 - 22 de dezembro de 1939   | Trabalhista |
| Ministro da Defesa                                              | Birger Ljungberg         | 22 de dezembro de 1939 - 28 de novembro de 1942 | Conservador |
| Ministro da Defesa                                              | Oscar Torp               | 28 de novembro de 1942 - 25 de junho de 1945    | Trabalhista |
| Ministro de Finanças                                            | Adolf Indrebø            | 20 de março de 1935 - 13 de novembro de 1936    | Trabalhista |
| Ministro de Finanças                                            | Kornelius Bergsvik       | 13 de novembro de 1936 - 1º de julho de 1939    | Trabalhista |
| Ministro de Finanças                                            | Oscar Torp               | 1 de julho de 1939 - 28 de novembro de 1941     | Trabalhista |
| Ministro de Finanças                                            | Paul Hartmann            | 28 de novembro de 1941 - 25 de junho de 1945    | Resistência |
| Ministro de Relações Exteriores                                 | Halvdan Koht             | 20 de março de 1935 - 19 de novembro de 1940    | Trabalhista |
| Ministro de Relações Exteriores                                 | Trygve Lie               | 19 de novembro de 1940 - 25 de junho de 1945    | Trabalhista |
| Ministro da Justiça                                             | Trygve Lie               | 20 de março de 1935 - 19 de novembro de 1939    | Trabalhista |
| Ministro da Justiça                                             | Terje Wold               | 19 de novembro de 1939 - 25 de junho de 1945    | Trabalhista |
| Minister do Trabalho                                            | Johan Nygaardsvold       | 20 de março de 1935 - 2 de outubro de 1939      | Trabalhista |
| Minister do Trabalho                                            | Olav Hindahl             | 2 de outubro de 1939 - 25 de junho de 1945      | Trabalhista |
| Ministro dos Assuntos Sociais                                   | Kornelius Bergsvik       | 20 de março de 1935 - 13 de novembro de 1936    | Trabalhista |
| Ministro dos Assuntos Sociais                                   | Oscar Torp               | 13 de novembro de 1936 - 1º de julho de 1939    | Trabalhista |
| Ministro dos Assuntos Sociais                                   | Sverre Støstad           | 1 de julho de 1939 - 25 de junho de 1945        | Trabalhista |
| Ministro da Navegação                                           | Arne Sunde               | 1 de outubro de 1942 - 25 de junho de 1945      | Liberal     |
| Ministro do Abastecimento                                       | Trygve Lie               | 2 de outubro de 1939 - 19 de novembro de 1940   | Trabalhista |
| Ministro do Abastecimento                                       | Arne Sunde               | 19 de novembro de 1940 - 1º de outubro de 1942  | Liberal     |
| Ministro do Abastecimento                                       | Anders Rasmus Frihagen   | 1 de outubro de 1942 - 25 de junho de 1945      | Trabalhista |
| Ministro do Comércio, Transporte, Indústria, Artesanato e Pesca | Alfred Madsen            | 20 de março de 1935 - 1º de julho de 1939       | Trabalhista |
| Ministro do Comércio, Transporte, Indústria, Artesanato e Pesca | Trygve Lie               | 1 de julho de 1939 - 2 de outubro de 1939       | Trabalhista |
| Ministro do Comércio, Transporte, Indústria, Artesanato e Pesca | Anders Rasmus Frihagen   | 2 de outubro de 1939 - 7 de junho de 1940       | Trabalhista |
| Ministro do Comércio, Transporte, Indústria, Artesanato e Pesca | Terje Wold               | 7 de junho de 1940 - abril de 1942              | Trabalhista |
| Ministro do Comércio, Transporte, Indústria, Artesanato e Pesca | Anders Rasmus Frihagen   | abril de 1942 - 1º de outubro de 1942           | Trabalhista |
| Ministro do Comércio, Transporte, Indústria, Artesanato e Pesca | Olav Hindahl             | 1 de outubro de 1942 - 9 de março de 1945       | Trabalhista |
| Ministro do Comércio, Transporte, Indústria, Artesanato e Pesca | Sven Nielsen             | 9 de março de 1945 - 25 de junho de 1945        | Conservador |